# Dinastia

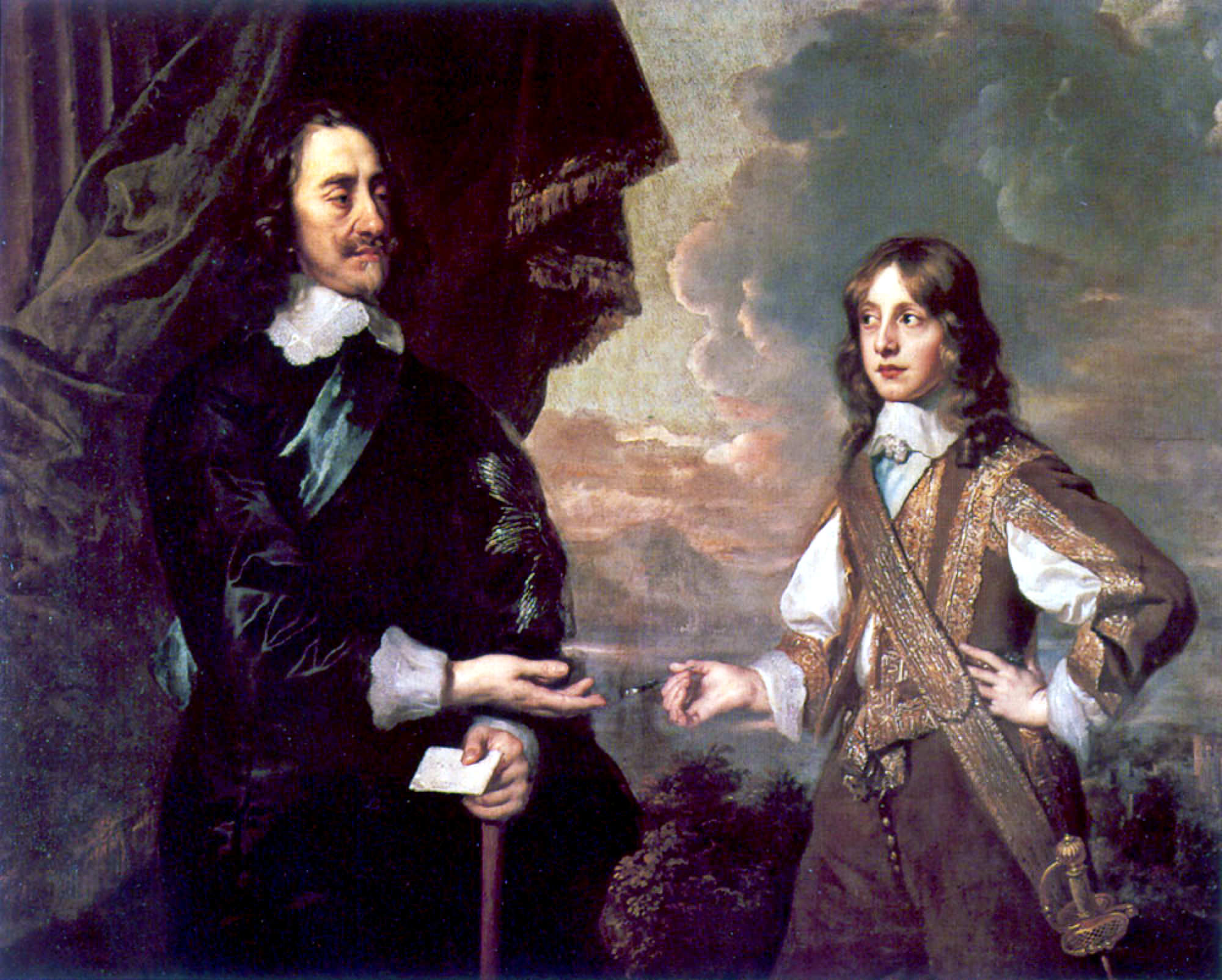
Carlo I d'Inghilterra e suo figlio, il futuro Giacomo II d'Inghilterra, del Casato degli Stuart.

Una dinastia, o casata, indica un gruppo di individui influenti tutti appartenenti allo stesso albero genealogico, che può essere unito o ramificato in più famiglie anche molto diverse tra loro.
Sebbene venga spesso usato per parlare di nuclei familiari di tipo nobiliare, il termine dinastia può essere inoltre applicato a longeve e importanti famiglie di imprenditori, politici o comunque di personalità in elevate condizioni socio-economiche. Il termine dinastia è usato in senso stretto per famiglie influenti dal punto di vista politico, economico o artistico (ad es. la dinastia Bach).
Il termine viene inoltre usato per descrivere un'era in cui una famiglia ha regnato influenzando fortemente eventi, tendenze o manufatti (a titolo d'esempio, riconoscendo un vaso cinese del XV secolo, lo si definisce "vaso Ming"). Molto spesso la dinastia è estinta, ma aggettiviamo il nome per descrivere un periodo in cui una famiglia ha svolto un ruolo fondamentale su qualcosa in particolare (si usa ad esempio parlare di “stile Tudor”, di “espansione ottomana”, ecc.).
La storia della politica europea è stata determinata dalle casate dei Medici, Carolingi e Capetingi, degli Asburgo, dei Borbone, degli Hohenzollern, degli Stuart, dei Romanov, dei Savoia e dei Bonaparte. La storia arabo-islamica è invece stata contrassegnata da varie, tra cui quella alide, omayyade, abbaside, fatimide, selgiuchide, ghaznavide, ottomana, safavide, dell'Āl Saʿūd e della Siria, col locale pluridecennale dominio dei Presidenti Asad.

## Matrimonio dinastico
Un "matrimonio dinastico" è quello che rispetta le restrizioni del diritto interno monarchico, in modo che i discendenti possano ereditare il trono o altri privilegi reali. Ad esempio, il matrimonio di Willem-Alexander dei Paesi Bassi con Máxima Zorreguieta nel 2002 fu dinastico, rendendo la loro figlia maggiore, la principessa Caterina Amalia di Orange-Nassau, l'erede della corona dei Paesi Bassi. Il matrimonio di suo fratello minore, il principe Friso di Orange-Nassau, nel 2003 non ha avuto il sostegno del governo e l'approvazione parlamentare. Pertanto, il principe Friso perse il suo posto nella linea di successione al trono dei Paesi Bassi e di conseguenza perse il titolo di "Principe dei Paesi Bassi" e lasciò i suoi figli senza diritti dinastici.

## Storia
Gli storici periodizzano le storie di molti Stati e civiltà, come l'Antico Iran (3200 – 539 a.C.), l'Antico Egitto (3100 – 30 a.C.) e la Cina antica e imperiale (2070 a.C. – 1912 d.C.), utilizzando un quadro di dinastie successive. In quanto tale, il termine "dinastia" può essere utilizzato per delimitare l'era durante la quale regnò una famiglia, e anche per descrivere eventi, tendenze e manufatti di quel periodo (ad esempio, "un vaso della dinastia Ming"). Fino al XIX secolo si dava per scontato che una funzione legittima di un monarca fosse quella di ingrandire la sua dinastia: cioè espandere la ricchezza e il potere dei membri della sua famiglia.
Prima del XVIII secolo, la maggior parte delle dinastie in tutto il mondo erano tradizionalmente considerate patrilineari, come quelle che seguono la legge salica franca. Nei sistemi politici in cui era consentita, la successione attraverso una figlia di solito stabiliva una nuova dinastia nel nome della famiglia del marito. La situazione è cambiata in tutte le rimanenti monarchie d'Europa, dove le leggi e le convenzioni sulla successione hanno mantenuto i nomi dinastici de jure attraverso una donna. Ad esempio, la Casa reale di Windsor viene mantenuta attraverso i figli della Regina Elisabetta II, come avvenne con la monarchia dei Paesi Bassi, la cui dinastia rimase la Casa d'Orange-Nassau attraverso tre successive regine regnanti. Il primo esempio del genere tra le principali monarchie europee fu nell'Impero russo nel XVIII secolo, dove il nome della Casa dei Romanov fu mantenuto attraverso la Granduchessa Anna Petrovna Romanova. Ciò accadde anche nel caso della regina Maria II del Portogallo, che sposò il principe Ferdinando II del Portogallo, ma i cui discendenti rimasero membri del Casato di Braganza, secondo la legge portoghese; infatti, a partire dal 1800, l'unica monarca donna in Europa ad avere figli appartenenti a una casa diversa fu la regina Vittoria e ciò a causa di disaccordi su come scegliere una casa non tedesca. Nella provincia del Limpopo in Sud Africa, la regina Modjadji determinò la discendenza matrilineare, mentre in altri tempi i governanti adottarono il nome della dinastia materna quando entrarono in possesso della sua eredità. Meno frequentemente, una monarchia si è alternata o è stata ruotata, in un sistema multi-dinastico (o polidinastico), ovvero i membri viventi più anziani di dinastie parallele, in qualsiasi momento nel tempo, costituiscono la linea di successione.

## Longevità
Le dinastie che durano almeno 250 anni includono quanto segue. I lignaggi leggendari che non possono essere storicamente confermati non sono inclusi.
| Era                                                          | Dinastia                                                            | Lunghezza della regola |
| ------------------------------------------------------------ | ------------------------------------------------------------------- | ---------------------- |
| 660 a.C.– presente                                           | Yamato                                                              | 2.683 anni             |
| 400 a.C.–1618 d.C.                                           | Pandya                                                              | 2.018 anni stimati     |
| c. 300 a.C.–1279 d.C.                                        | Kola                                                                | 1.579 anni stimati     |
| C. V secolo–1971 d.C.                                        | Guhila - Sisodia                                                    | 1.371 anni stimati     |
| Anni 950 d.C.-presente (titolo Tuʻi Tonga fino al 1865 d.C.) | Tonga                                                               | 1.070 anni stimati     |
| c. 780–1812 d.C.                                             | Bagration                                                           | 1.032 anni stimati     |
| c. 900–1930 d.C                                              | Borjigid                                                            | 1.030 anni stimati     |
| 730-1855 circa                                               | Bohkti                                                              | 1.125 anni stimati     |
| c. 1700–722 a.C.                                             | Lista reale assira                                                  | 978 anni stimati       |
| c. 891–1846 d.C.                                             | Sayfawa                                                             | 955 anni stimati       |
| 665–1598 d.C.                                                | Paduspanidi                                                         | 933 anni               |
| 57 a.C.–935 d.C.                                             | Silla                                                               | 992 anni stimati       |
| 1128–1971                                                    | Kachhwaha                                                           | 843 anni               |
| 987–1792, 1814–1848 d.C.                                     | Capetingi                                                           | 839 anni               |
| 1046–256 a.C.                                                | Zhou                                                                | 790 anni               |
| 750–1258 d.C., 1261–1517 d.C.                                | Abbasidi                                                            | 764 anni               |
| 862–1598 d.C.                                                | Rurikidi                                                            | 736 anni               |
| 1243–1971                                                    | Rathore                                                             | 728 anni               |
| 37 a.C.–668 d.C.                                             | Goguryeo                                                            | 705 anni               |
| 1270–1975 d.C.                                               | Solomonidi                                                          | 705 anni               |
| 651–1349 d.C.                                                | Bawandidi                                                           | 698 anni               |
| 18 a.C.–660 d.C.                                             | Baekje                                                              | 678 anni               |
| 1360–presente                                                | Bolkiah                                                             | 656 anni o 661 anni    |
| 1299–1922 d.C.                                               | Ottomani                                                            | C. 623 anni            |
| 543 a.C.–66 d.C.                                             | Vijaya                                                              | 608 anni               |
| 1228–1826 d.C.                                               | Ahom                                                                | 598 anni               |
| 1600-1046 a.C. o 1766-1122 a.C.                              | Shang                                                               | 554 anni o 644 anni    |
| 1392–1910 d.C.                                               | Joseon e Impero Coreano                                             | 518 anni               |
| 1370–1857 d.C.                                               | Timuridi                                                            | 487 anni               |
| 918 – 1392 d.C                                               | Goryeo                                                              | 474 anni               |
| 247 a.C.–224 d.C.                                            | Arsacidi                                                            | 471 anni               |
| 1154–1624 d.C.                                               | Nabhani                                                             | 470 anni               |
| 202 a.C.–9 d.C., 25–220 d.C.                                 | Han e Shu Han                                                       | 448 anni               |
| 858 – 1301 d.C                                               | Arpadi                                                              | 443 anni               |
| 1586–presente                                                | Mataram                                                             | 438 anni               |
| 224–651 d.C.                                                 | Sasanidi                                                            | 427 anni               |
| 1010–586 a.C.                                                | Davide                                                              | 424 anni               |
| 220-638 d.C.                                                 | Ghassanidi                                                          | 418 anni               |
| 960–1370 d.C.                                                | Piasti                                                              | 410 anni               |
| 730-330 a.C.                                                 | Achemenidi                                                          | 400 anni               |
| 1220–1597 d.C.                                               | Siri Sanga Bo                                                       | 377 anni               |
| 661–750, 756–1031 d.C.                                       | Omayyadi                                                            | 364 anni               |
| 1271–1635 d.C.                                               | Yuan e Yuan settentrionale                                          | 364 anni               |
| 1057–1059, 1081-1185, 1204–1461 d.C.                         | Komnenos (designato come Megas Komnenos dalla fine del XIII secolo) | 363 anni               |
| 1428–1527, 1533–1789 d.C.                                    | Lý                                                                  | 355 anni               |
| 1047–1375, 1387–1412 d.C.                                    | Estridsen                                                           | 353 anni               |
| c. 653 a.C.–309 a.C.                                         | Argeadi                                                             | 344 anni               |
| 1278–1914 d.C.                                               | Asburgo                                                             | 636 anni               |
| 1371 – 1651, 1660 – 1714 d.C                                 | Stuart                                                              | 334 anni               |
| 1154–1485 d.C.                                               | Plantageneti                                                        | 330 anni               |
| 905–1234 d.C.                                                | Jiménez                                                             | 329 anni               |
| 1699–presente                                                | Bendahara                                                           | 325 anni               |
| 960–1279 d.C.                                                | Song                                                                | 319 anni               |
| 1613–1917 d.C.                                               | Romanov                                                             | 304 anni               |
| 300–602 d.C.                                                 | Lakhmidi                                                            | 302 anni               |
| 916–1218 d.C.                                                | Liao e Kara Khitay                                                  | 302 anni               |
| 1616–1912 d.C.                                               | Later Jin e Qing                                                    | 296 anni               |
| 1368–1662 d.C.                                               | Ming e Ming Meridionali                                             | 294 anni               |
| 305-30 a.C.                                                  | Tolemaici                                                           | 275 anni               |
| 618–690, 705–907 d.C.                                        | Tang                                                                | 274 anni               |
| 909–1171 d.C.                                                | Fatimidi                                                            | 262 anni               |
| 1230–1492 d.C.                                               | Nasridi                                                             | 262 anni               |
| 1550–1292 a.C.                                               | Thutmosidi                                                          | 258 anni               |
| 1034–1286 d.C.                                               | Dunkeld                                                             | 252 anni               |

## Dinastie sovrane esistenti
Ci sono 43 stati sovrani con un monarca come capo di stato, di cui 41 governati da dinastie. Attualmente esistono 26 dinastie sovrane.
| Dinastia                    | Regno                                           | Monarca regnante                           | Fondatore dinastico                                                  | Luogo di origine dinastico                          |
| --------------------------- | ----------------------------------------------- | ------------------------------------------ | -------------------------------------------------------------------- | --------------------------------------------------- |
| Casa dei Windsor            | Antigua e Barbuda                               | Re Carlo III                               | Re-Imperatore Giorgio V                                              | Turingia e Baviera (nella moderna Germania)         |
| Casa dei Windsor            | Commonwealth dell'Australia                     | Re Carlo III                               | Re-Imperatore Giorgio V                                              | Turingia e Baviera (nella moderna Germania)         |
| Casa dei Windsor            | Commonwealth delle Bahamas                      | Re Carlo III                               | Re-Imperatore Giorgio V                                              | Turingia e Baviera (nella moderna Germania)         |
| Casa dei Windsor            | Belize                                          | Re Carlo III                               | Re-Imperatore Giorgio V                                              | Turingia e Baviera (nella moderna Germania)         |
| Casa dei Windsor            | Canada                                          | Re Carlo III                               | Re-Imperatore Giorgio V                                              | Turingia e Baviera (nella moderna Germania)         |
| Casa dei Windsor            | Grenada                                         | Re Carlo III                               | Re-Imperatore Giorgio V                                              | Turingia e Baviera (nella moderna Germania)         |
| Casa dei Windsor            | Giamaica                                        | Re Carlo III                               | Re-Imperatore Giorgio V                                              | Turingia e Baviera (nella moderna Germania)         |
| Casa dei Windsor            | Nuova Zelanda                                   | Re Carlo III                               | Re-Imperatore Giorgio V                                              | Turingia e Baviera (nella moderna Germania)         |
| Casa dei Windsor            | Stato Indipendente di Papua Nuova Guinea        | Re Carlo III                               | Re-Imperatore Giorgio V                                              | Turingia e Baviera (nella moderna Germania)         |
| Casa dei Windsor            | Federazione di San Cristoforo e Nevis           | Re Carlo III                               | Re-Imperatore Giorgio V                                              | Turingia e Baviera (nella moderna Germania)         |
| Casa dei Windsor            | Santa Lucia                                     | Re Carlo III                               | Re-Imperatore Giorgio V                                              | Turingia e Baviera (nella moderna Germania)         |
| Casa dei Windsor            | Saint Vincent e Grenadine                       | Re Carlo III                               | Re-Imperatore Giorgio V                                              | Turingia e Baviera (nella moderna Germania)         |
| Casa dei Windsor            | Isole Salomone                                  | Re Carlo III                               | Re-Imperatore Giorgio V                                              | Turingia e Baviera (nella moderna Germania)         |
| Casa dei Windsor            | Tuvalu                                          | Re Carlo III                               | Re-Imperatore Giorgio V                                              | Turingia e Baviera (nella moderna Germania)         |
| Casa dei Windsor            | Regno Unito di Gran Bretagna e Irlanda del Nord | Re Carlo III                               | Re-Imperatore Giorgio V                                              | Turingia e Baviera (nella moderna Germania)         |
| Casa degli Āl Khalīfa       | Regno del Bahrain                               | Re Ḥamad bin ʿĪsā Āl Khalīfa               | Shaykh Khalīfa bin Moḥammed                                          | Najd (nella moderna Arabia Saudita)                 |
| Casa del Belgio             | Regno del Belgio                                | Re Filippo                                 | Re Alberto I                                                         | Turingia e Baviera (nella moderna Germania)         |
| Dinastia Wangchuck          | Regno del Bhutan                                | Druk Gyalpo Jigme Khesar Namgyel Wangchuck | Druk Gyalpo Ugyen Wangchuck                                          | Trongsa, Bhutan                                     |
| Casa di Bolkiah             | Brunei Darussalam                               | Sultano Hassan al-Bolkiah                  | Sultano Muhammad Shah                                                | Tarim in Haḍramawṭt (nello Yemen moderno)           |
| Casa di Norodom             | Regno della Cambogia                            | Re Norodom Sihamoni                        | Re Norodom Prohmbarirak                                              | Cambogia                                            |
| Casa di Glücksburg          | Regno di Danimarca                              | Re Federico X                              | Federico Guglielmo, duca di Schleswig-Holstein-Sonderburg-Glücksburg | Glücksburg (nella moderna Germania)                 |
| Casa di Glücksburg          | Regno di Norvegia                               | Re Harald V                                | Federico Guglielmo, duca di Schleswig-Holstein-Sonderburg-Glücksburg | Glücksburg (nella moderna Germania)                 |
| Casa dei Dlamini            | Regno di Swaziland                              | Re Mswati III                              | Capo Dlamini I                                                       | Africa dell'est                                     |
| Casa Imperiale del Giappone | Giappone                                        | Imperatore Naruhito                        | Imperatore Jimmu                                                     | Nara (nel Giappone moderno)                         |
| Casa di Hāshim              | Regno hascemita di Giordania                    | Re ʿAbd Allāh II                           | Re Ḥusayn ibn ʿAlī al-Hāshimī                                        | Hejaz (nella moderna Arabia Saudita)                |
| Casa Āl Ṣabbāḥ              | Stato del Kuwait                                | Emiro Mishal al-Aḥmad al-Jābir Āl Ṣabbāḥ   | Shaykh Ṣabbāḥ I bin Jāber                                            | Najd (nella moderna Arabia Saudita)                 |
| Casa di Moshesh             | Regno del Lesotho                               | Re Letsie III                              | Capo della Paramount Moshoeshoe I                                    | Lesotho                                             |
| Casa del Liechtenstein      | Principato del Liechtenstein                    | Principe Hans-Adam II                      | Principe Carlo I                                                     | Bassa Austria (nell'Austria moderna)                |
| Casa di Lussemburgo-Nassau  | Granducato di Lussemburgo                       | Gran Duca Enrico                           | Granduca Adolfo                                                      | Nassau (nella moderna Germania)                     |
| Dinastia Bendahara          | Malesia                                         | Yang di-Pertuan Agong Abdullah             | Bendahara Tun Habib Abdul Majid                                      | Johor (nella moderna Malesia)                       |
| Casa Grimaldi               | Principato di Monaco                            | Principe Alberto II                        | Francesco Grimaldi                                                   | Genova (nell'Italia moderna)                        |
| Dinastia alawita            | Regno del Marocco                               | Re Moḥammed VI                             | Sultano Abū l-Amlak Sīdī Muḥammad al-Sharīf ibn 'Alī                 | Tafilalt (nel moderno Marocco)                      |
| Casa d'Orange-Nassau        | Regno dei Paesi Bassi                           | Re Guglielmo Alessandro                    | Principe Guglielmo I                                                 | Nassau (nella moderna Germania)                     |
| Casa di Bū Saʿīd            | Sultanato dell'Oman                             | Sultano Haytham bin Ṭāriq                  | Sultano Aḥmad bin Saʿīd Āl Bū Saʿīdī                                 | Oman                                                |
| Casa di Āl Thānī            | Stato del Qatar                                 | Emiro Tamīm bin Ḥamad Āl Thānī             | Shaykh Thānī bin Moḥammed                                            | Najd (nella moderna Arabia Saudita)                 |
| Casa Āl Saʿūd               | Arabia Saudita                                  | Re Salmān bin ʿAbd alʿAzīz Āl Saʿūd        | Emiro Saʿūd I                                                        | Diriyya (nella moderna Arabia Saudita)              |
| Casa di Borbone-Angiò       | Regno di Spagna                                 | Re Filippo VI                              | Re Filippo V                                                         | Bourbon-l'Archambault (nella Francia moderna)       |
| Casa di Bernadotte          | Regno di Svezia                                 | Re Carlo XVI Gustavo                       | Re Carlo XIV Giovanni                                                | Pau (nella Francia moderna)                         |
| Dinastia Chakri             | Regno di Tailandia                              | Re Vajiralongkorn                          | Re Rama I                                                            | Phra Nakhon Si Ayutthaya (nella moderna Thailandia) |
| Casa di Tupou               | Regno di Tonga                                  | Re Tupo VI                                 | Re Giorgio Tupou I                                                   | Tonga                                               |
| Casa degli Āl Naḥyān        | Emirati Arabi Uniti                             | Presidente Moḥammed bin Zāyed Āl Naḥyān    | Shaykh Dhiyab bin ʿĪsā Āl Naḥyān                                     | Oasi di Liwa (nei moderni Emirati Arabi Uniti)      |

## Famiglie politiche
Sebbene nei governi eletti il governo non si trasmetta automaticamente per via ereditaria, il potere politico spesso spetta a generazioni di individui imparentati nelle posizioni elettive delle repubbliche e delle monarchie costituzionali. Eminenza, influenza, tradizione, genetica e nepotismo possono contribuire al fenomeno.

### Dittatura ereditaria
Le dittature ereditarie sono dittature personaliste nominalmente democratiche in cui il potere politico rimane all'interno della famiglia di un uomo forte grazie alla schiacciante autorità di esso, piuttosto che al consenso democratico del popolo. L'uomo forte in genere ricopre incarichi governativi con i suoi parenti. Possono trovare un successore durante la loro vita, oppure un membro della loro famiglia può manovrare per prendere il controllo della dittatura dopo la morte dell'uomo forte.
| Dinastia                | Regime                                   | Leader attuale        | Fondatore dinastico       | Anno di fondazione |
| ----------------------- | ---------------------------------------- | --------------------- | ------------------------- | ------------------ |
| Dinastia Kim            | Repubblica Democratica Popolare di Corea | Kim Jong Un           | Kim Il Sung               | 1948               |
| Dinastia Gnassingbé     | Togo                                     | Faure Gnassingbe      | Gnassingbé Eyadéma        | 1967               |
| Dinastia Gouled-Guelleh | Gibuti                                   | Ismāʿīl ʿOmar Guelleh | Ḥasan Gouled Aptidon      | 1977               |
| Dinastia Déby           | Chad                                     | Mahamat Déby          | Idriss Déby               | 1990               |
| Dinastia Aliyev         | Repubblica dell'Azerbaigian              | Ilham Aliyev          | Heydar Aliyev             | 1993               |
| Dinastia Hun            | Regno della Cambogia                     | Hun Manet             | Hun Sen                   | 1997               |
| Dinastia Berdimuhamedow | Turkmenistan                             | Serdar Berdimuhamedow | Gurbanguly Berdimuhamedow | 2006               |

## Galleria d'immagini

Personaggi storici appartenenti a dinastie
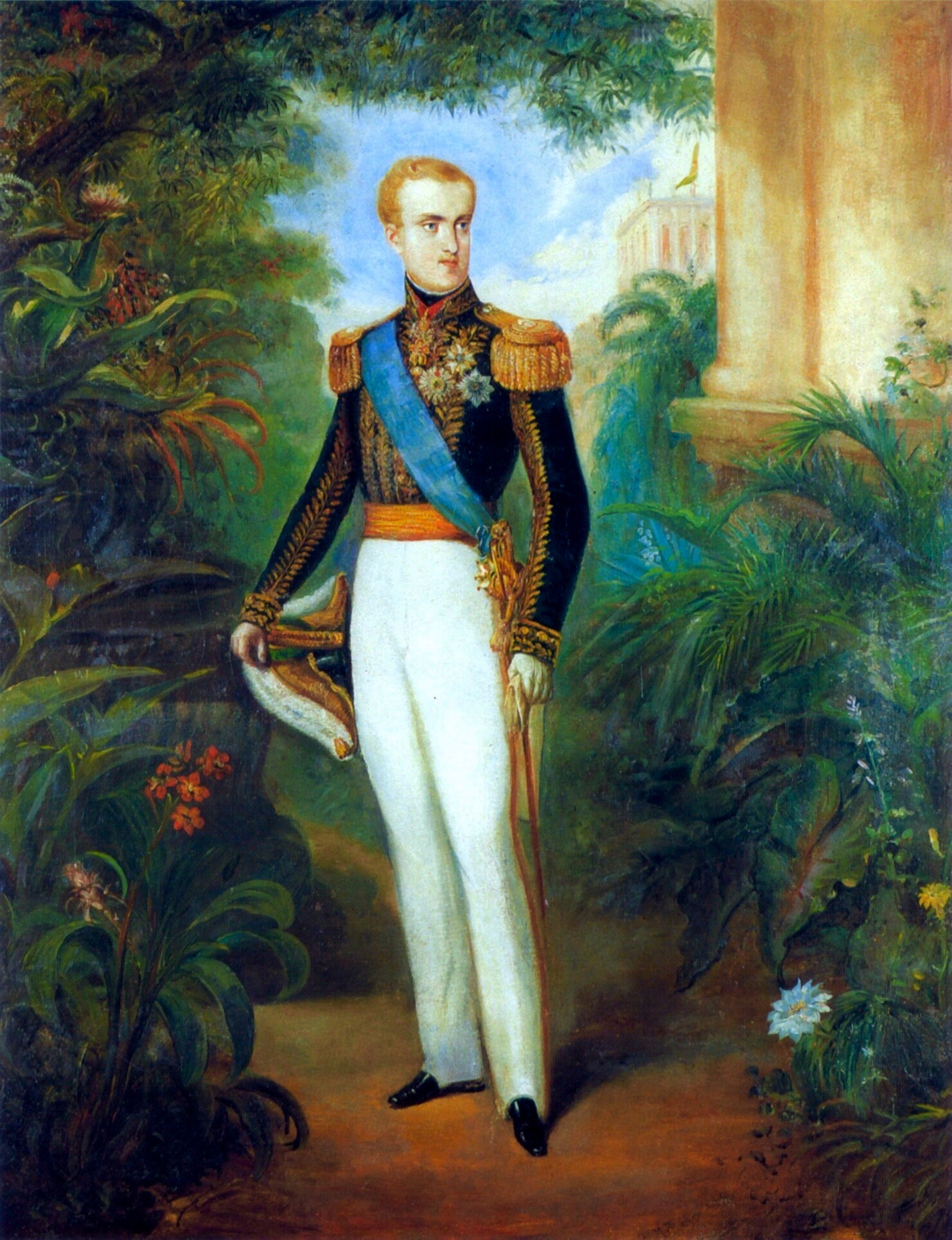
Pietro II del Brasile
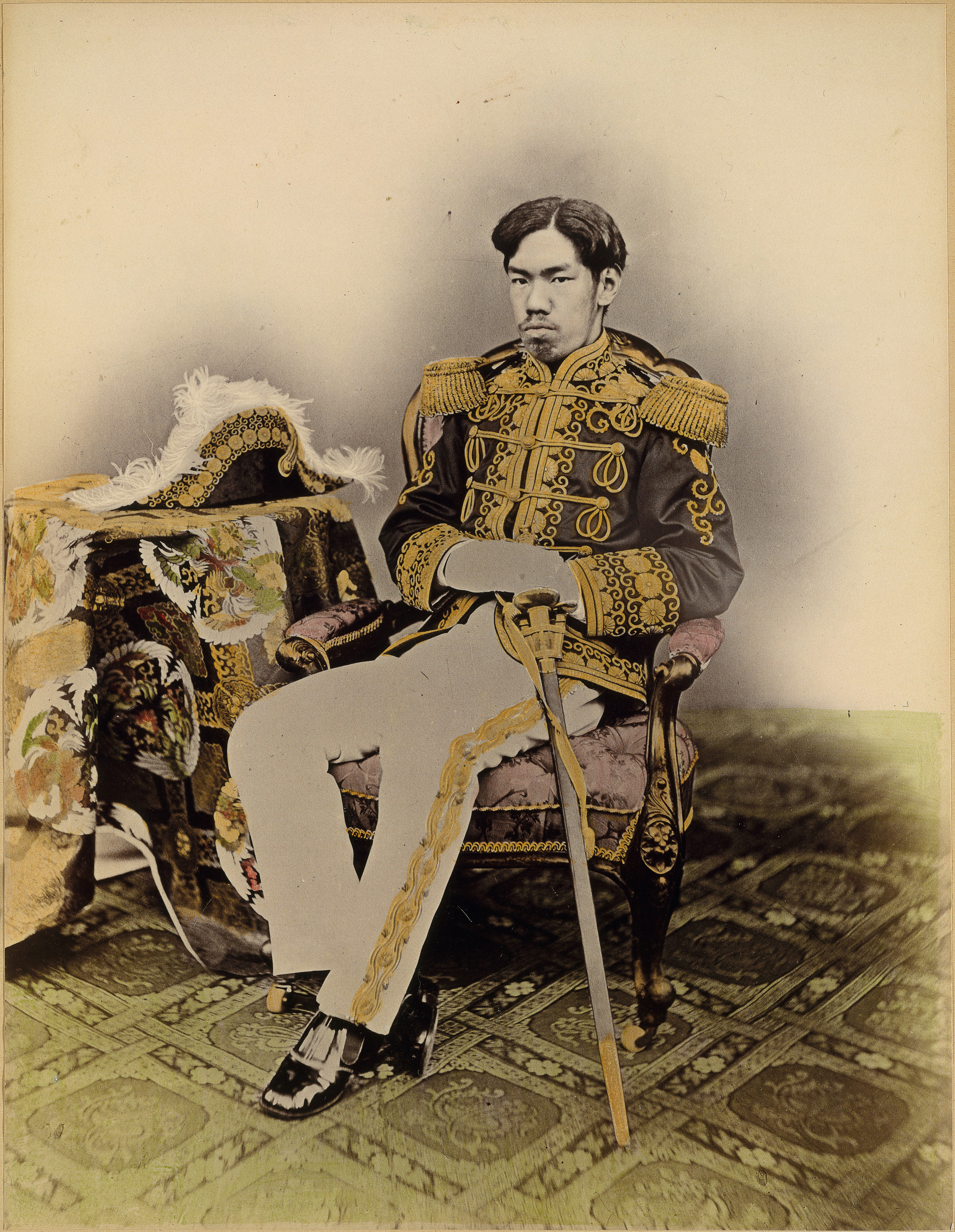
Imperatore Mutsuhito
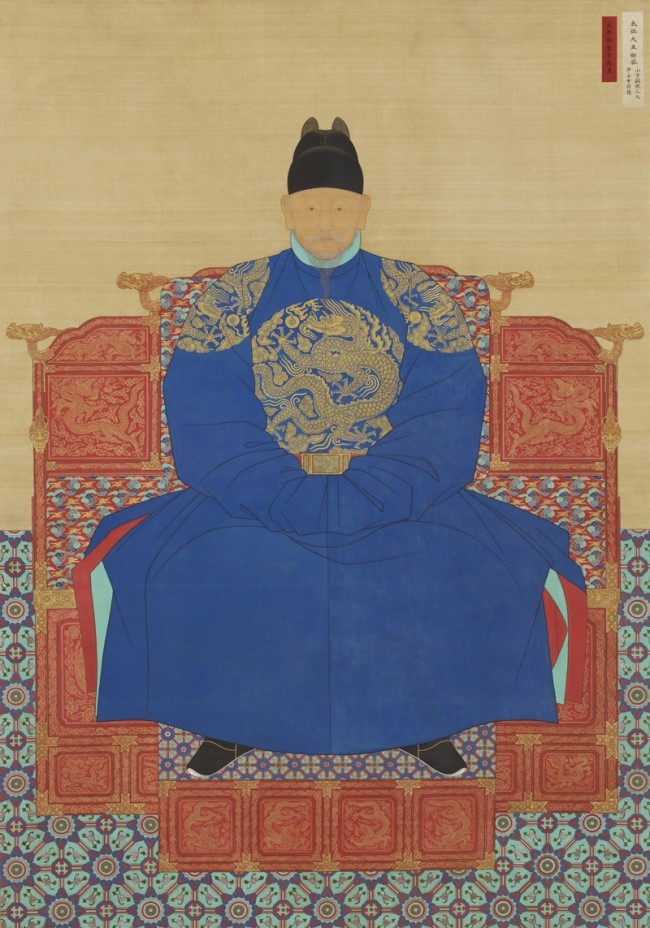
Taejo di Joseon
Luigi XIV
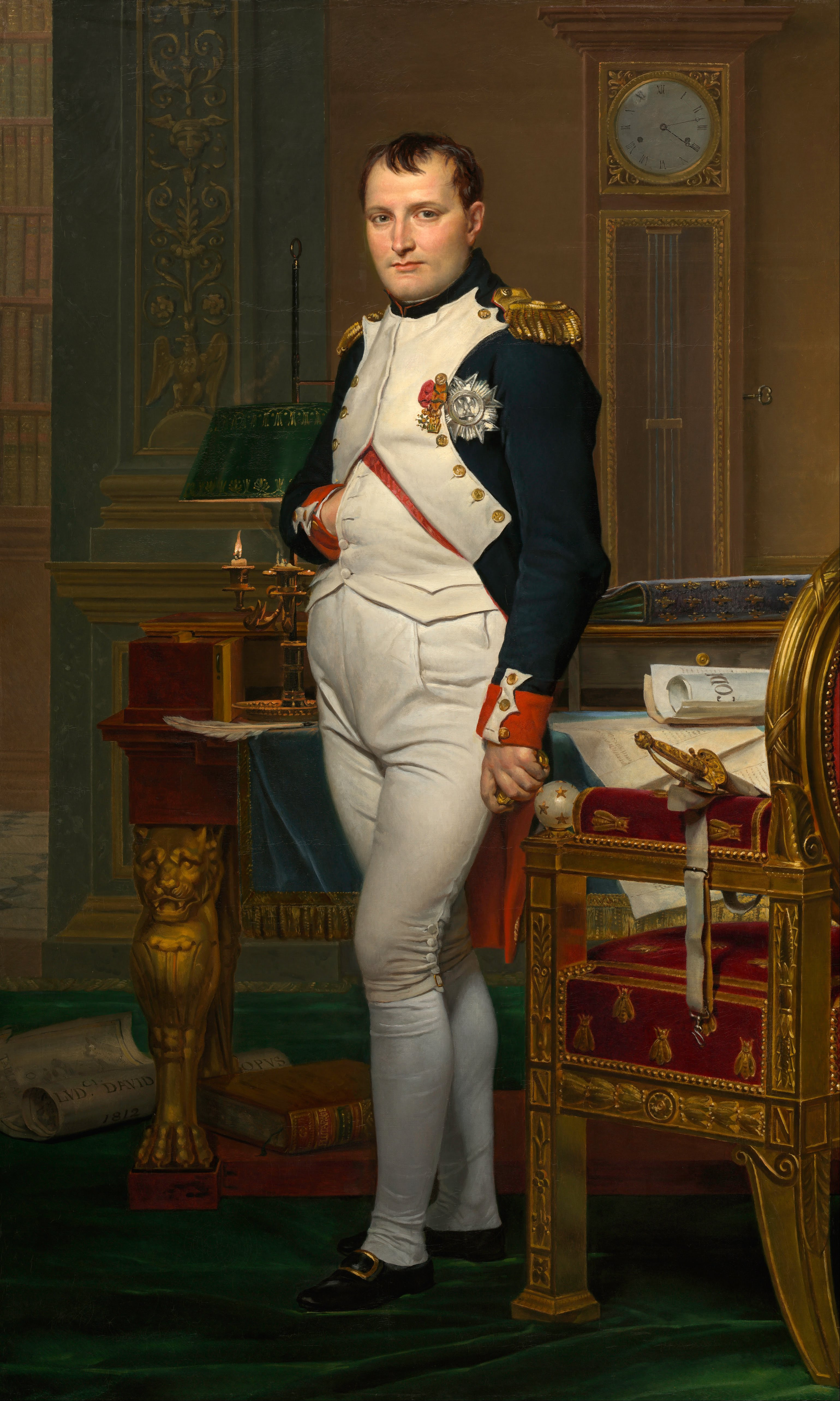
Napoleone I
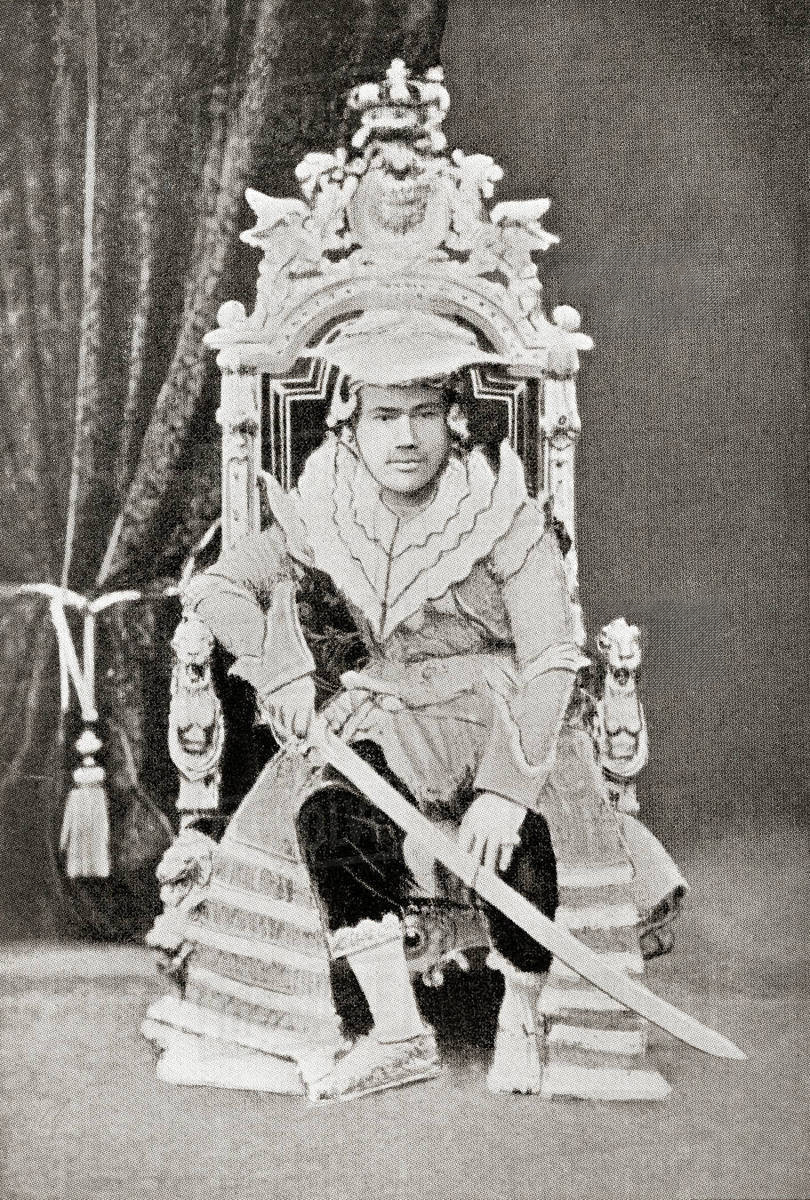
Thibaw Min
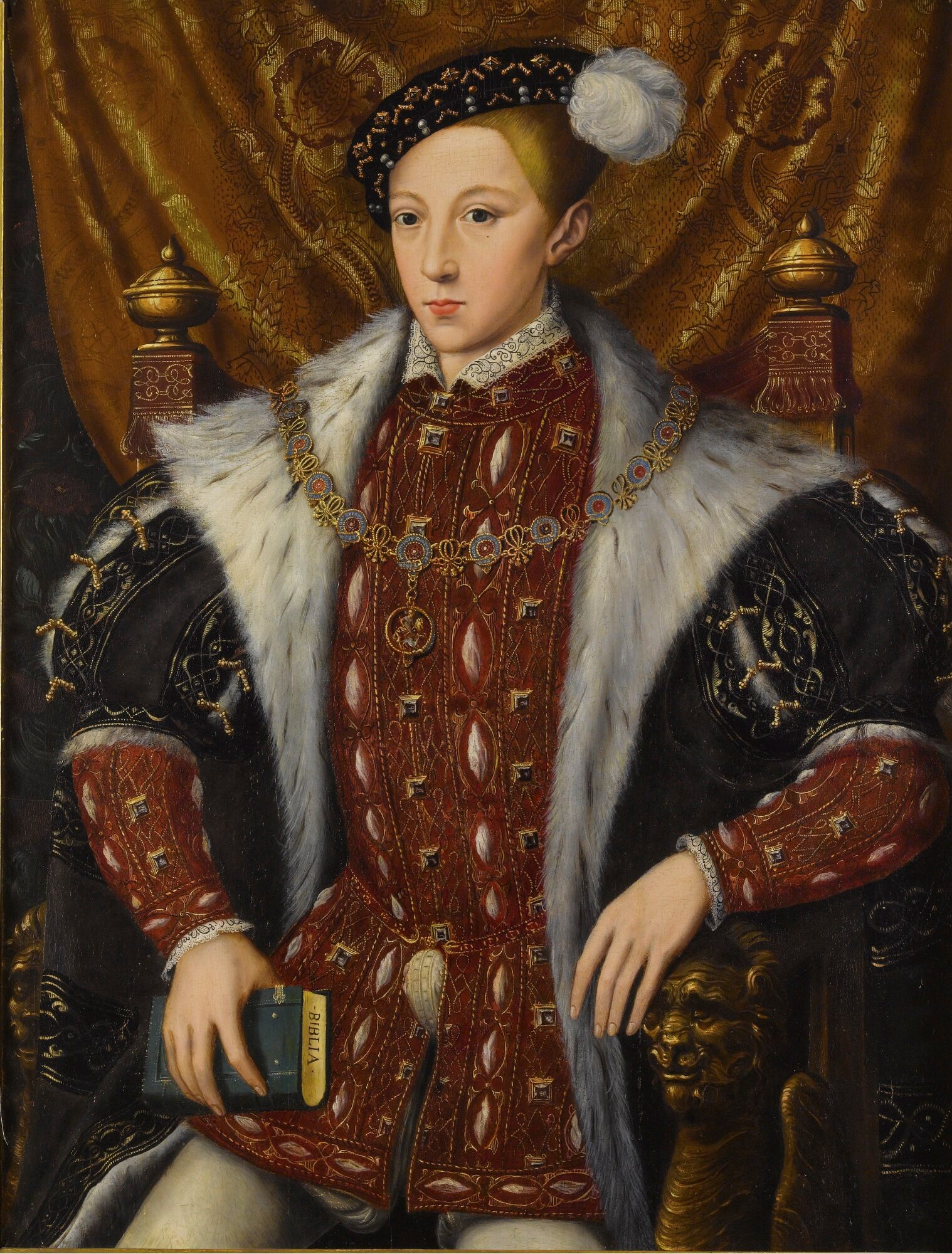
Edoardo VI
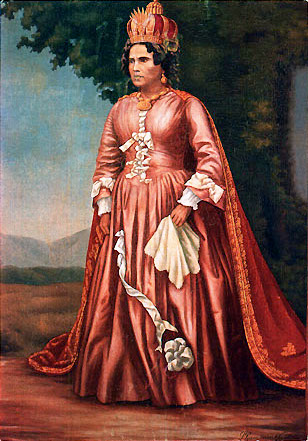
Ranavalona I
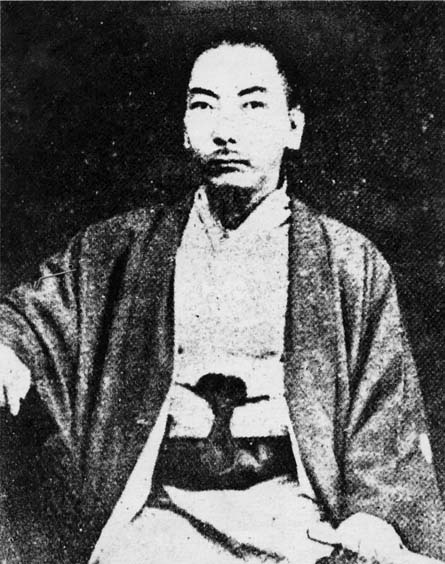
Shō Tai
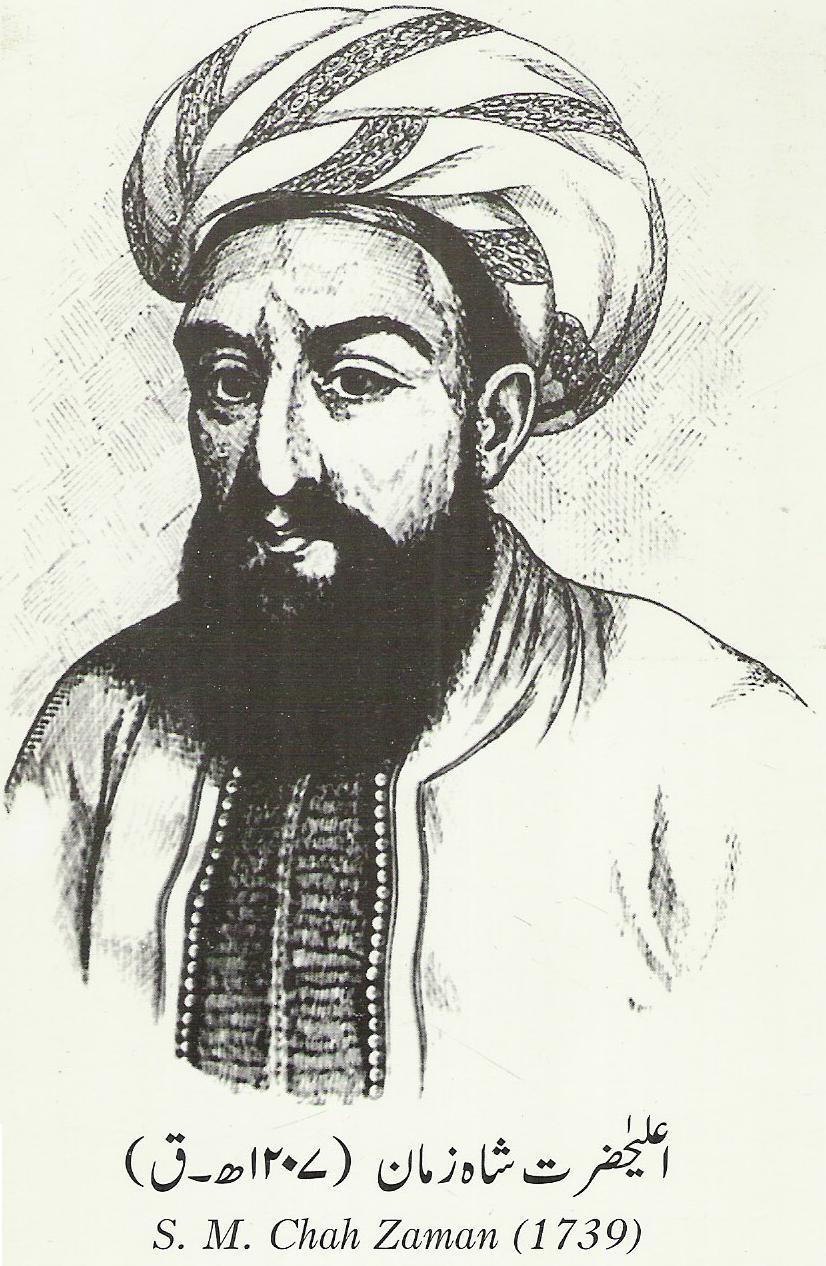
Zamān Shāh Durrānī
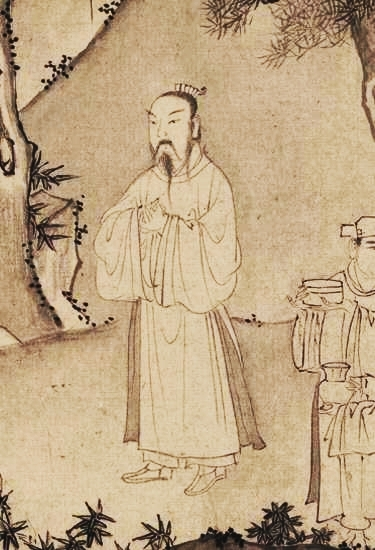
Trần Thuyên
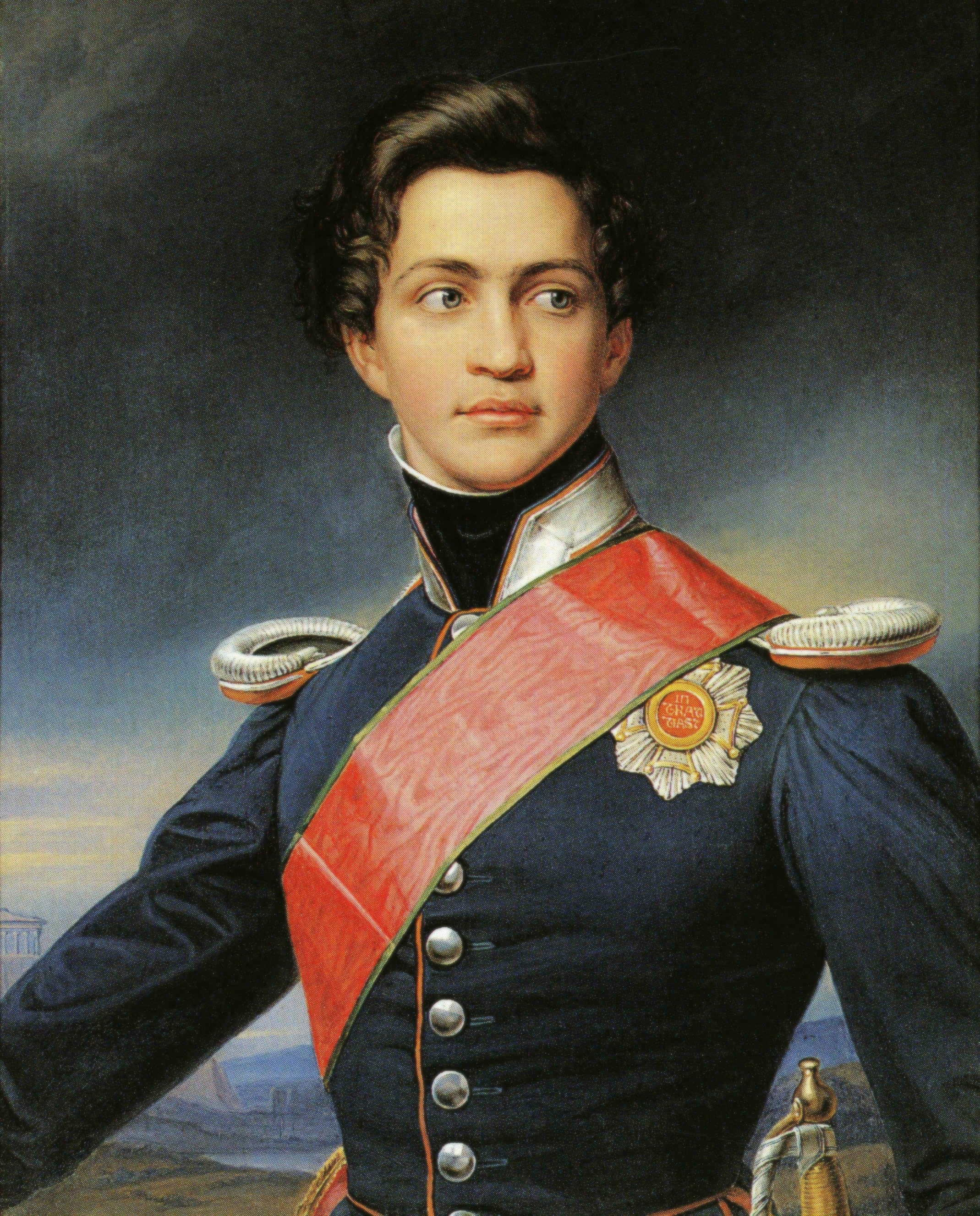
Otto I
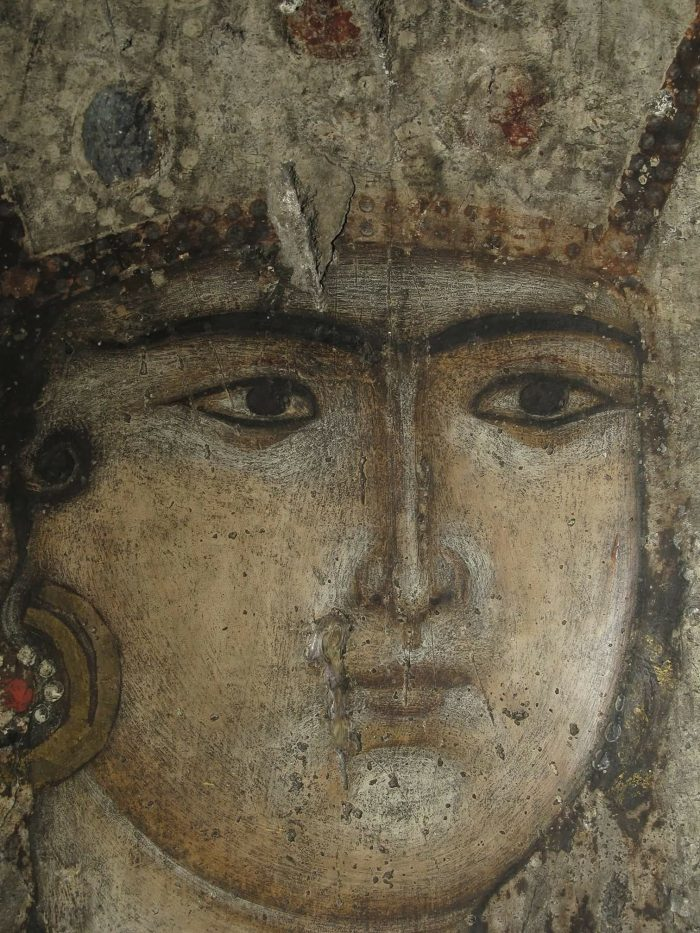
Tamar
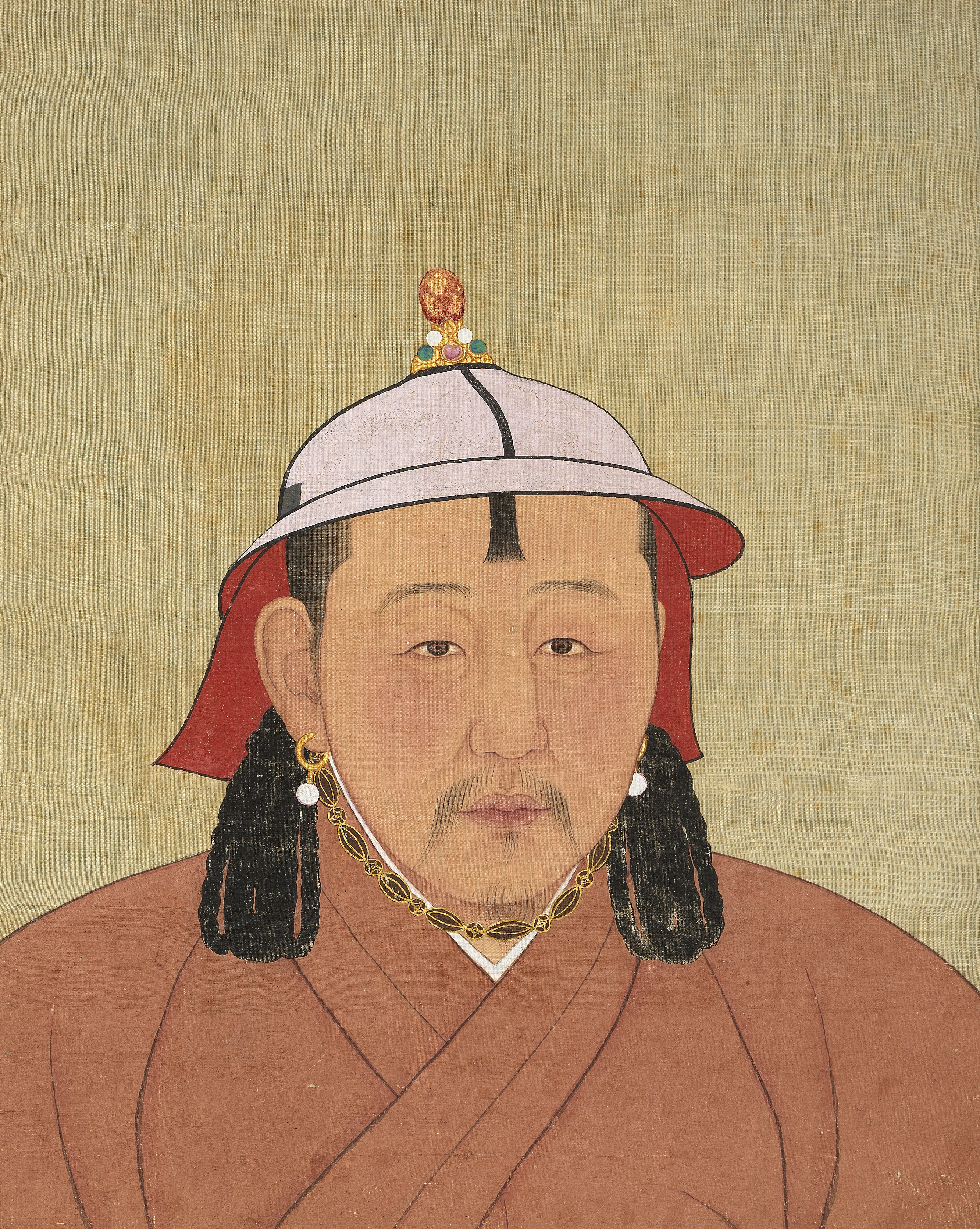
Khayishan
Milan Obrenović IV di Serbia
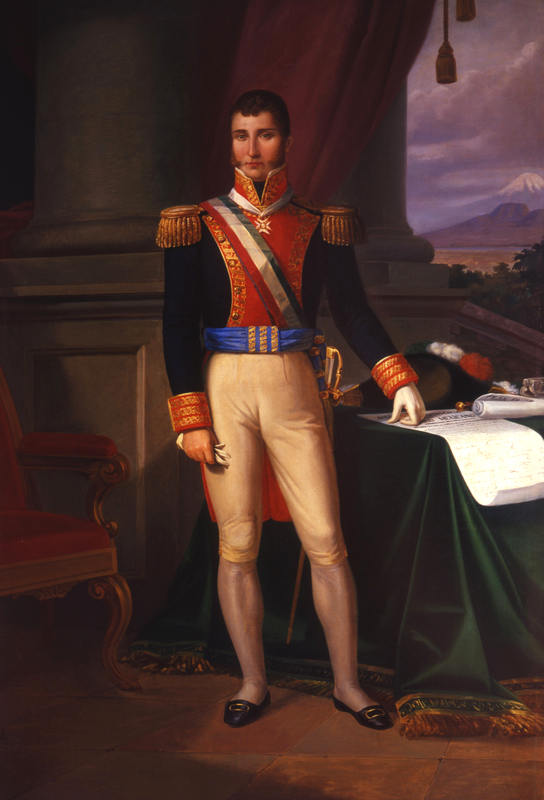
Agustín de Iturbide
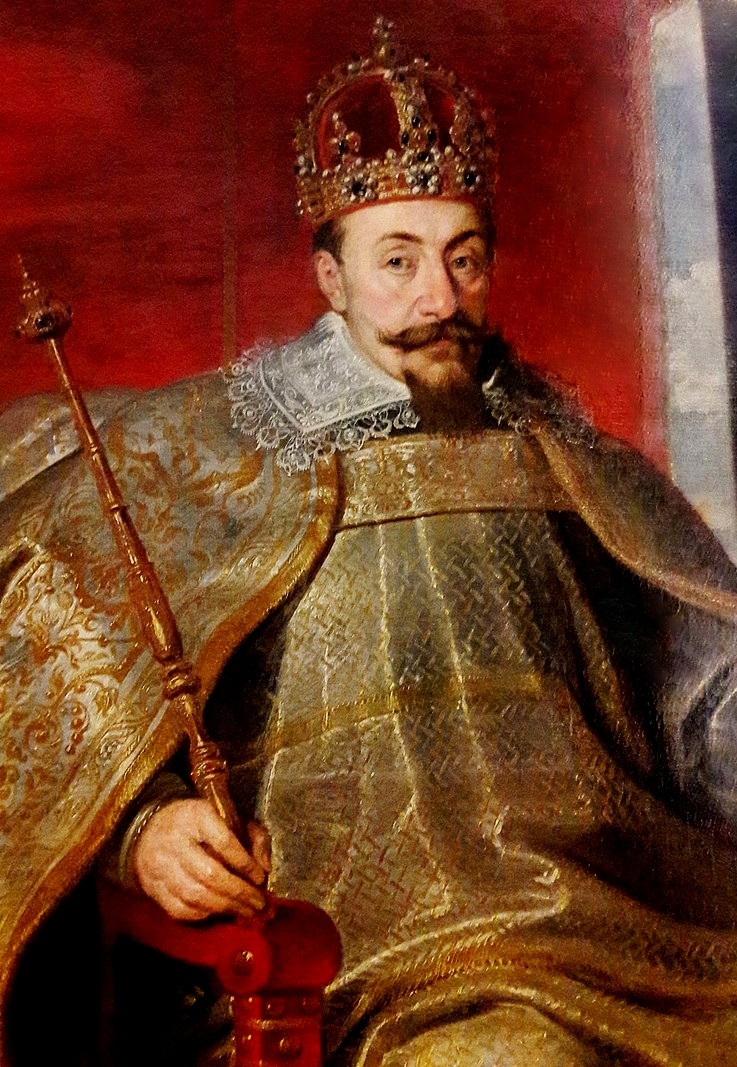
Sigismondo III di Polonia
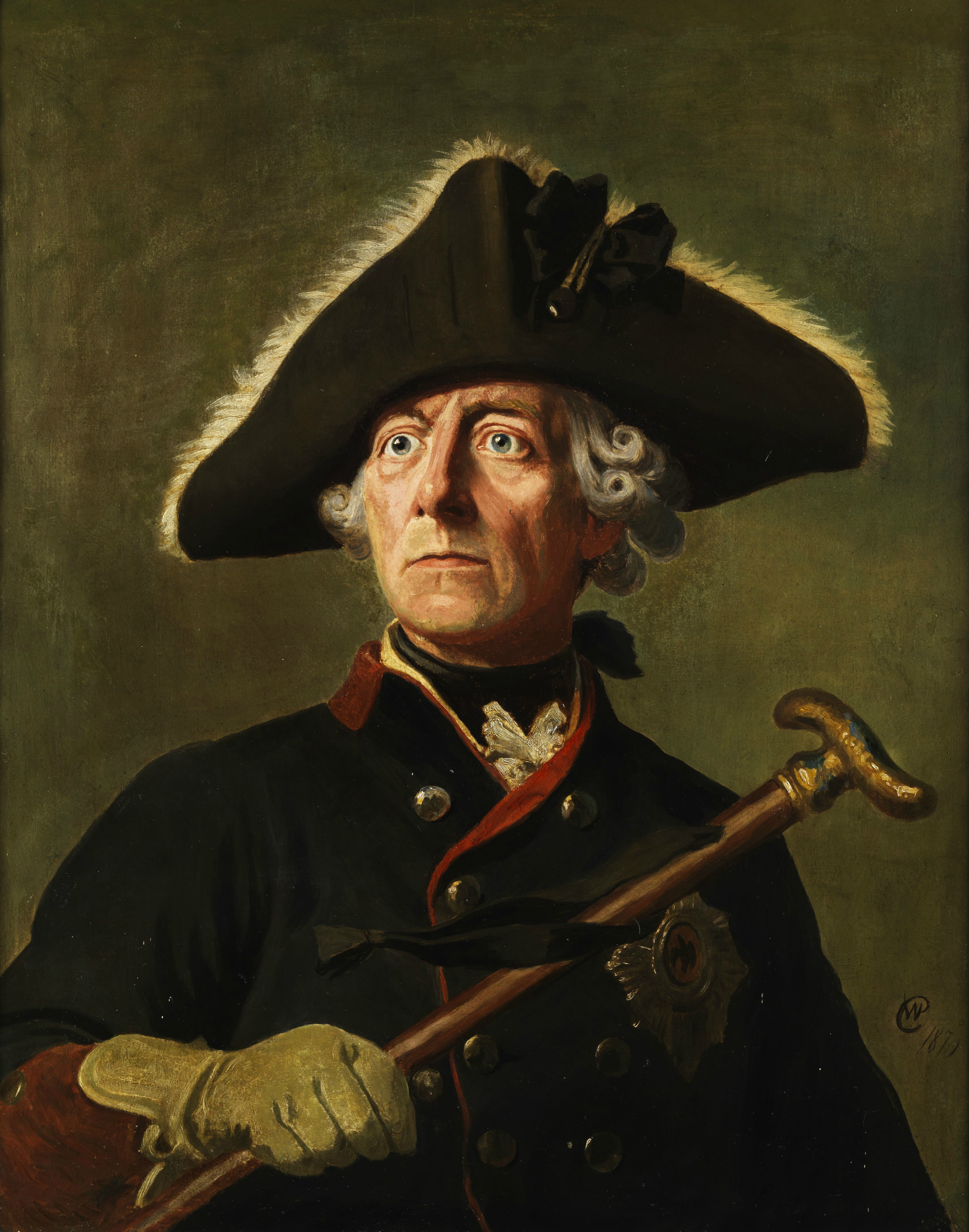
Federico II di Prussia